# Yaël Liesdek
Yaël Liesdek (Amsterdam, 21 oktober 2001) is een Nederlands voetballer die als middenvelder voor Telstar speelt. Hij is een zoon van Marcel Liesdek.

## Carrière
Yaël Liesdek speelde in de jeugd van GeuzenMiddenmeer, ASV UVV, AVV Zeeburgia, Alphense Boys, Roda JC Kerkrade, HVV Hollandia en ASC De Volewijckers. In 2020 vertrok hij naar Telstar, waar hij op 30 augustus 2020 in de met 2-2 gelijkgespeelde thuiswedstrijd tegen FC Volendam zijn debuut in het betaald voetbal maakte. Hij kwam in de 85e minuut in het veld voor Glynor Plet. In de volgende wedstrijd, de met 2-3 gewonnen uitwedstrijd tegen FC Eindhoven, maakte hij zijn basisdebuut en leverde hij de assist op de 2-2 van Shayne Pattynama.

### Statistieken
| Seizoen                        | Club           | Land           | Competitie              | Competitie | Competitie | Beker | Beker | Totaal | Totaal |
| Seizoen                        | Club           | Land           | Competitie              | Wed.       | Dlp.       | Wed.  | Dlp.  | Wed.   | Dlp.   |
| ------------------------------ | -------------- | -------------- | ----------------------- | ---------- | ---------- | ----- | ----- | ------ | ------ |
| 2020/21                        | Telstar        | Nederland      | Keuken Kampioen Divisie | 4          | 1          | 0     | 0     | 2      | 0      |
| Carrièretotaal                 | Carrièretotaal | Carrièretotaal | Carrièretotaal          | 4          | 1          | 0     | 0     | 2      | 0      |
| Bijgewerkt op 7 september 2020 |                |                |                         |            |            |       |       |        |        |